# Sergueï Bagapch
Sergueï Bagapch (en abkhaze : Сергеи Багаҧшь ; en russe : Сергей Багапш ; en géorgien : სერგეი ბაღაფში) né le 4 mars 1949 à Soukhoumi, en RSSA d'Abkhazie, faisant alors partie de la Géorgie soviétique, et mort le 29 mai 2011 à Moscou, en Russie, est un homme politique et homme d'affaires abkhaze.

## Biographie

### Débuts en politique
En 1972, il fait son service militaire dans l'Armée soviétique. En 1978, il est responsable de l'information au comité central du Komsomol de Géorgie, avant de devenir en 1980, premier secrétaire du comité du Komsomol pour la région d'Abkhazie. En 1982, il devient premier secrétaire du comité du parti communiste pour la région d'Ochamchira.

### Le pouvoir
En 1992, il est premier vice-président du soviet suprême de la république socialiste soviétique autonome d'Abkhazie qui fait sécession d'avec la Géorgie. Du 29 avril 1997 à juin 1999, il est Premier ministre d'Abkhazie. Élu président de l'Abkhazie le 12 janvier 2005, il entre en fonction le 12 février suivant, succédant à Vladislav Ardzinba. En 2008, à la suite de la guerre russo-géorgienne, la fédération de Russie reconnaît l'indépendance de l'Abkhazie qui est, en revanche, refusée par la grande majorité des autres pays du monde.
Bagapch est réélu président le 12 décembre 2009 en obtenant 59,4 % des voix face à Raul Khadjimba. Il meurt le 29 mai 2011 à Moscou, des complications d'une opération chirurgicale du poumon. Le président russe Dmitri Medvedev présente ses condoléances en disant : « Bagapch était un fidèle partisan de l'amitié et de l'alliance avec la Russie, et il a travaillé sans relâche à approfondir les relations bilatérales étroites entre nos [deux] pays ».